# Alfred Mineo
Alfred „Al Mineo“ Manfredi (Geburtsdatum unbekannt; † 5. November 1930 in der Bronx, New York City) war ein hochrangiges Mitglied der Amerikanischen Cosa Nostra und Oberhaupt des später als Gambino-Familie bezeichneten Mafia-Clans.

## Leben
Zu Beginn des 20. Jahrhunderts existierten in New York im Wesentlichen fünf mächtige Verbrecherfamilien. Mit der Verhaftung und Verurteilung des mächtigsten Bosses Giuseppe Morello (alias Peter Morello) im Jahre 1910 wurde Salvatore D’Aquila zu einem der mächtigsten Bosse in New York.
Der junge Al Mineo schloss sich D’Aquila an.
Joseph „Joe the Boss“ Masseria hatte Anfang der 20er Jahre die Morello-Familie übernommen. Als Giuseppe Morello aus der Haft entlassen wurde, verbündete er sich mit Masseria gegen Toto D’Aquila. Nach der Ermordung von Salvatore D’Aquila 1928 durch Killer von Joe Masseria wurde Mineo das neue Oberhaupt und erwies sich als wichtiger Verbündeter von Masseria. Dieser befand sich im Konflikt mit Salvatore Maranzano, welcher versuchte, sich im sogenannten Krieg von Castellammare (1930–1931) als „Capo di tutti i capi“ (it.: Boss aller Bosse) durchzusetzen.
Al Mineo und seine rechte Hand Steve Ferrigno wurden am 5. November 1930 im Innenhof eines Wohnblocks in Pelham Parkway in der Bronx erschossen; die von Maranzano angesetzten Killer hatten eigentlich gehofft, Joe Masseria zu töten. Immerhin erzielten sie den Effekt, dass der Nachfolger Francesco Scalice sich nunmehr mit Maranzano verbündete.